# Neocyclokara flava
Neocyclokara flava är en insektsart som beskrevs av Frederick Arthur Godfrey Muir 1917. Neocyclokara flava ingår i släktet Neocyclokara och familjen Derbidae. Inga underarter finns listade i Catalogue of Life.